# Rasmus Lindkvist
Per Rasmus Lindkvist, född 16 maj 1990 i Stockholm, Sverige, är en svensk fotbollsspelare som spelar för IFK Haninge.

## Karriär
Lindkvist är uppväxt i Botkyrka kommun och började spela fotboll i Alby IF. Därefter spelade Lindkvist för IF Brommapojkarna, där han bland annat var med och vann Gothia Cup. Efter det spelade Lindkvist fyra säsonger i Djurgårdens IF, där det som mest blev spel i Juniorallsvenskan och U21-laget.
Inför säsongen 2009 lånades Lindkvist ut till division 1-klubben Skellefteå FF. Han debuterade den 19 april 2009 i en 1–1-match mot Gröndals IK. Totalt spelade Lindkvist 18 matcher för klubben.
Inför säsongen 2010 gick Lindkvist till division 1-klubben Dalkurd FF. Lindkvist debuterade den 17 april 2010 i en 0–0-match mot Västerås SK, där han blev inbytt i den 70:e minuten mot Nadim Said Abdallah.
Det blev totalt tre säsonger i Dalkurd innan Lindkvist i december 2012 värvades på ett treårskontrakt av Östersunds FK inför deras första säsong i Superettan. Han debuterade den 6 april 2013 i en 1–1-match mot Assyriska FF. Lindkvist spelade totalt 27 seriematcher samt gjorde tre mål och sju assister under säsongen 2013.
Den 21 januari 2014 värvades Lindkvist av norska Vålerenga, där han skrev på ett treårskontrakt. Lindkvist debuterade i Tippeligaen den 28 mars 2014 i en 2–0-förlust mot Molde FK. Han blev utsedd till Årets spelare i Vålerenga 2016, efter en omröstning av supportrarna.
Den 3 juli 2017 värvades Lindkvist av AIK, där han skrev på ett 3,5-årskontrakt. Den 16 juli 2017 debuterade Lindkvist i en 1–0-vinst över IFK Norrköping. I april 2021 värvades Lindkvist av norska HamKam. I januari 2022 värvades Lindkvist av GIF Sundsvall, där han skrev på ett tvåårskontrakt.
I mars 2024 värvades Lindkvist av Ettan Södra-klubben Ariana FC, där han skrev på ett tvåårskontrakt. I februari 2025 gick Lindkvist till IFK Haninge.